# Weybourne (Surrey)
Weybourne – wieś w Anglii, w hrabstwie Surrey, w dystrykcie Waverley. Leży 55 km na południowy zachód od centrum Londynu. W 2001 miejscowość liczyła 4176 mieszkańców.